# Reliance Industries
Reliance Industries Limited (RIGD:London Intl) ist Indiens größtes privates Unternehmen mit Sitz in Mumbai.
Das Unternehmen wurde im Jahre 1966 von Dhirubhai Ambani gegründet. Im Jahr 1977 erfolgte der Börsengang an der Bombay Stock Exchange (BSE). Der Konzern wurde 2006, nachdem die Söhne von Dhirubhai Ambani, seine Erben Mukesh Ambani und Anil Ambani sich in der gemeinsamen Leitung zerstritten, geteilt. Mukesh Ambani leitet weiter Reliance Industries, Anil Ambani die Reliance – Anil Dhirubhai Ambani Group.

## Geschäftsfelder
Die Hauptgeschäftsfelder von Reliance Industries sind die Petrochemie und Textilien:
- Petroleum Exploration & Production – Erdölgewinnung
- Petroleum Refining & Marketing – Erdölraffinerien. Die Jamnagar-Raffinerie ist die größte Erdölraffinerie der Welt.
- Petrochemicals – Petrochemie. In den frühen 1980er Jahren wurde die erste Petrochemie Fabrik in Patalganga eröffnet.[3]
  - Polyester
  - Polymerchemie
- In 2006 hatte Reliance Industries 1'200 Tankstellen.[4] Jio-bp ist ein joint venture zwischen British Petrol und Reliance Industries.[5]
- Seit 1966 ist Reliance Industries in Textilien involviert.[4] (seit 1975 unter dem Markennamen „Vimal“)
- Solarenergie
- Biotechnologie
- Einzelhandel
- Telekommunikation
- Medien – zwischen 2011 und 2014 erwarb Reliance die Mehrheit an der Network18 Group. Über Network18 besitzt Reliance mehrere Nachrichtensender, darunter CNN-News18 und News18 India.[6]
- Künstliche Intelligenz[7]

## Einige Tochterunternehmen
Die Reliance Clinical Research Services (RCRS) ist eine hundertprozentige Tochtergesellschaft von Reliance Life Sciences und bietet Dienstleistungen für die klinische Forschung, Pharma, Biotechnologie und medizinische Geräte an. Als Contract Research Organization (CRO) gehört sie zur Reliance-Gruppe.
Reliance Infrastructure Industrial Limited (RIIL) ist ein Unternehmen der Reliance-Gruppe, das sich vor allem auf den Aufbau und Betrieb von industriellen Infrastrukturen spezialisiert hat. Reliance Life Sciences stellt eine integrierte Biotechnologie-Initiative der Reliance-Gruppe dar und ist eines der größten Unternehmen im privaten Sektor Indiens im Bereich der Biotechnologie.
Das Reliance Life Sciences Institute (Rils) ist eine Institution der höheren Bildung, die von der Dhirubhai Ambani-Stiftung betrieben wird und sich auf Biowissenschaften und verwandte Technologien fokussiert. Reliance Logistics (P) Ltd bietet umfassende Logistiklösungen und ist ein weiteres Unternehmen der Reliance-Gruppe.
Eine weitere Tochtergesellschaft ist Reliance Solar Limited, die sich auf die Bereitstellung von solaren Energiesystemen konzentriert, insbesondere in abgelegenen und ländlichen Gebieten, um die Lebensqualität zu steigern.
Reliance Jio Infocomm Limited, besser bekannt als Jio, ist ein führendes Telekommunikationsunternehmen der Reliance-Gruppe. Mit über 350 Millionen Nutzern (Stand: 2019) ist es ein bedeutender Akteur im indischen Telekommunikationsmarkt. Akash Ambani, der älteste Sohn von Mukesh Ambani, leitet das Unternehmen seit 2022.

## Firmendaten
1966 hat Reliance Industries seine Tätigkeiten in der Textilien- und Polyesterproduktion aufgenommen. Dhirubhai Ambani investierte bald in die Produktion von eigenen Fabriken zur Stoffherstellung um nicht mehr Textilien aus dem Ausland importieren zu müssen. Dazu kaufte er damals neuartige Produkte von DuPont und bat seinen Sohn Mukesh Ambani, der selber ein Chemieingenieur war, den Bau der ersten Petrochemischen Fabrik in Patalganga zu beaufsichtigen. 1999 eröffnete Reliance Industries eine Ölraffinerie in Jamnagar. Sie ist heute eine der größten Ölraffinerien der Welt mit einer Kapazität von 660'000 Barrels pro Tag.
Das Unternehmen wurde im Jahre 2006 geteilt, wobei Mukesh Ambani die Petrochemie, Öl und Gas Förderung sowie Textilien bekam und Anil Ambani die Bereiche Telekommunikation, Energie und Finanzdienstleistungen. Darüber hinaus vereinbarten die beiden Brüder sich nicht gegenseitig zu konkurrenzieren. Im Jahre 2010 lösten sie das Abkommen auf, worauf Mukesh noch im selben Jahr einen kleineren Telekommunikationsanbieter Infotel kaufte. Im 2013 wurde Infotel in Jio umbenannt.
Reliance Industries hatte 2007 einen Umsatz von fast 27 Milliarden US-Dollar und einen Nettogewinn von 2,747 Milliarden US-Dollar. 2018 lag der Umsatz bei über 82 Milliarden US-Dollar und der Nettogewinn bei 5,66 Milliarden US-Dollar.
Reliance Industries gehört nicht zu dem Konzern Reliance – Anil Dhirubhai Ambani Group.
Vorstandsvorsitzender ist Mukesh Ambani, der ältere Sohn des Firmengründers Dhirajlal Hirachand Ambani.